# Hermanas de la Caridad de Nuestra Señora de la Misericordia
La Congregación de Hermanas de la Caridad de Nuestra Señora de la Misericordia (oficialmente en latín: Congregatio Sororum Caritatis Dominae Nostrae Misericordiae) es un congregación religiosa católica femenina, de vida apostólica y de derecho diocesano, fundada en 1829 por el obispo irlandés John England en Charleston (Estados Unidos). A las religiosas de este instituto se les conoce también como Hermanas de Nuestra Señora de la Misericordia o simplemente como setonianas de Charleston y posponen a sus nombres las siglas O.L.M.

## Historia

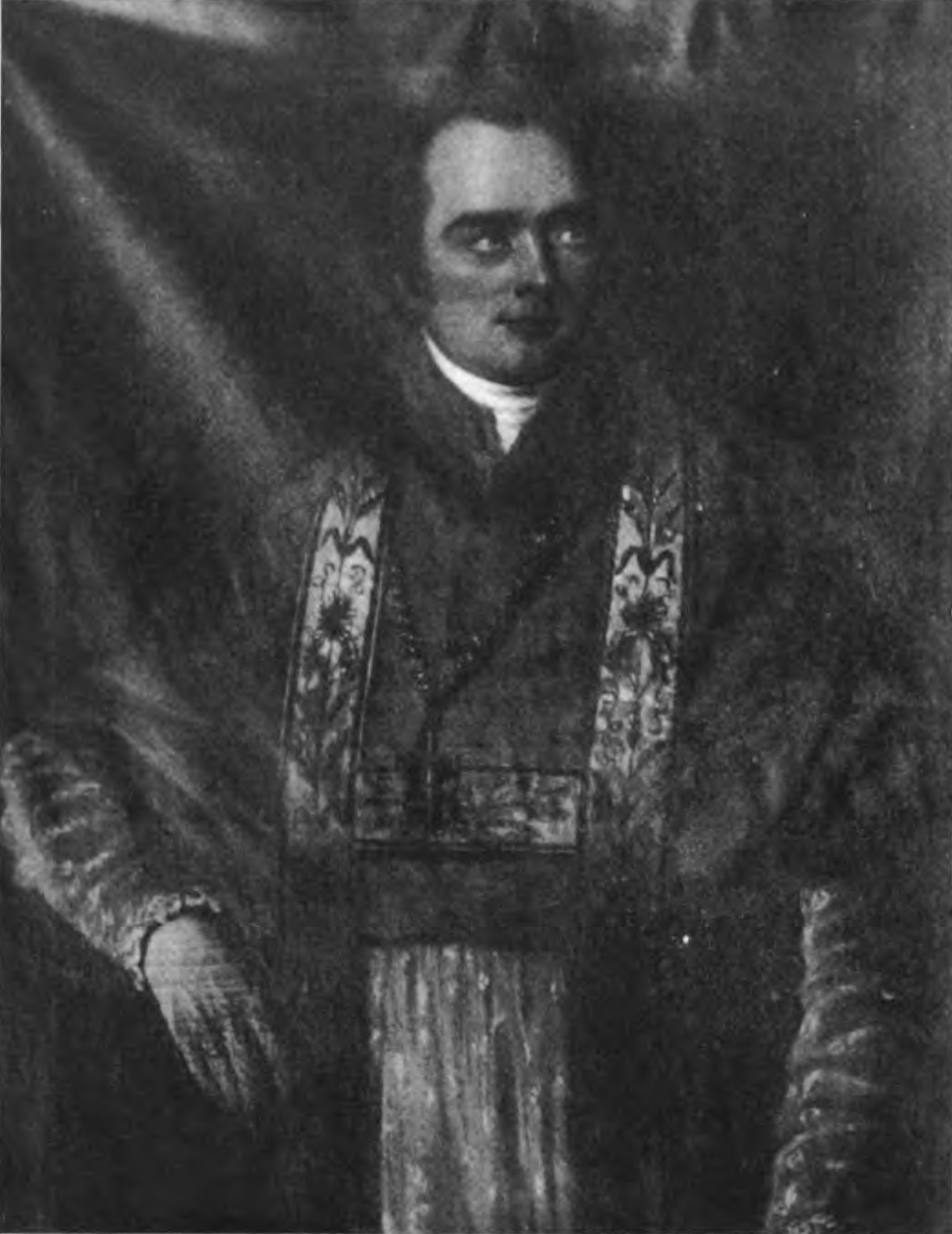
John England (1786-1842), obispo de Charleston, fue el fundador del instituto.

La congregación fue fundada en 1829, por el obispo de Charleston, John England, en su diócesis, junto a cuatro mujeres inglesas para la atención de los huérfanos, pobres y enfermos. Las primeras religiosas se formaron con las Hermanas de la Caridad fundadas por Isabel Ana Bayley en Emmitsburg (Maryland) en 1809.
El instituto recibió la aprobación como congregación religiosa de derecho diocesano en 1844, de parte de Ignatius A. Reynolds, obispo de Charleston. De las Hermanas de Nuestra Señora de la Misericordia surgieron las congregaciones de las Hermanas de la Caridad de Savannah y las Hermanas de la Caridad de Wilmington.

## Organización
La Congregación de Hermanas de la Caridad de Nuestra Señora de la Misericordia es un instituto religioso de derecho diocesano y centralizado, cuyo gobierno es ejercido por una superiora general, hace parte de la Federación de Hermanas de la Caridad de la Tradición Vicentina-Setoniana y su sede central se encuentra en Charleston (Estados Unidos).
Las setonianas viven según el modelo de vida propuesto por Vicente de Paúl, en la tradición de Isabel Ana Bayley, se dedican a la educación e instrucción cristiana de la juventud y a la asistencia de huérfanos, ancianos y enfermos. Tienen algunas obras especiales para comunidades indígenas y afrodescendientes. El instituto cuenta con alrededor de 15 religiosas y 3 comunidades y están presentes únicamente en Estados Unidos.